# ライヴ・デイト
『ライヴ・デイト』（原題：Live Dates）は、イギリスのロック・バンド、ウィッシュボーン・アッシュが1973年に発表したライブ・アルバム。

## 背景
アルバム『ウィッシュボーン・フォー』（1973年）発表後に行われたイギリス・ツアーの音源が収録された。バンドは1972年8月のアメリカ・ツアー中にもメンフィスでライブ録音を行ったが、その時の音源を収録した『Live from Memphis』は非売品のプロモーションEPで、本作はバンド初の公式ライブ・アルバムとして発売された。なお、本作の再発CDのディスク1には、『Live from Memphis』からの「フェニックス」も追加収録されている。

## 反響・評価
母国イギリスでは全英アルバムチャート入りを逃したが、アメリカでは1973年12月29日付のBillboard 200で82位に達し、バンドにとって2作目の全米トップ100アルバムとなった。日本盤LPは1974年2月15日に発売され、オリコンLPチャートで46位に達した。
Bruce Ederはオールミュージックにおいて5点満点中4点を付け「彼らのスタジオ盤は、少なくとも彼らの特にハードロック的な曲では音が痩せすぎているため、ウィッシュボーン・アッシュを聴くのはコンサートが一番である」と評している。

## 収録曲
特記なき楽曲はメンバー4人の共作。

### ディスク1
7.はCDボーナス・トラックで、元々はプロモーションEP『Live from Memphis』（1972年）に収録されていた。
1. キング・ウィル・カム - "The King Will Come" - 7:45
2. 戦士 - "Warrior" - 5:42
3. 剣を棄てろ - "Throw Down the Sword" - 5:58
4. ロックン・ロール・ウィドウ - "Rock 'n Roll Widow" - 6:07
5. ビーコンのバラッド - "Ballad of the Beacon" - 5:22
6. ベイビー・ホワット・ユー・ウォント・ミー・トゥ・ドゥ - "Baby What You Want Me to Do" (Jimmy Reed) - 7:48
7. フェニックス（ライヴ・フロム・メンフィス） - "Phoenix (Live from Memphis)" - 17:13

### ディスク2
1. 巡礼 - "The Pilgrim" - 9:15
2. ブローイン・フリー - "Blowin' Free" - 5:31
3. ジェイル・ベイト - "Jail Bait" - 4:37
4. レディ・ウィスキー - "Lady Whiskey" - 5:57
5. フェニックス - "Phoenix" - 17:24

各曲の公演地は下記の通り。
- クロイドン フェアフィールド・ホール - ディスク1 - #1/ディスク2 - #2, #3, #5
- ポーツマス ギルドホール - ディスク1 - #6
- レディング大学 - ディスク1 - #4, #5/ディスク2 - #1, #4
- ニューカッスル・アポン・タイン シティ・ホール  - ディスク1 - #2, #3

## 参加ミュージシャン
- マーティン・ターナー - ボーカル、ベース
- アンディ・パウエル - ボーカル、ギター
- テッド・ターナー - ボーカル、ギター
- スティーヴ・アプトン - ドラムス